# Cellobióz
A cellobióz fehér színű, vízben jól oldódó, enyhén édes ízű por, mely a diszacharidok csoportjába tartozik. A természetben sem szabad állapotban, sem glikozidok alakjában nem fordul elő. Jelentőségét az adja, hogy a cellulóz építőeleme. A cellobióz redukáló hatású vegyület, mely a cellulóz enzimes hidrolízisekor keletkezik. A cellobiózban két glükózegység kapcsolódik egymáshoz β(1→4) glikozidkötésben. Két anomer változata létezik. Az emberi szervezet nem rendelkezik cellobiózt lebontó enzimekkel.
A cellobióz szó a cellulóz és bis (kétszer) összetétele, -óz végződéssel pedig a cukrokat jelölik a kémiában.

## Molekulaszerkezet
A cellobióz molekulája nyolc szabad alkoholos hidroxilcsoportot és három éterkötést tartalmaz. Elnyúlt alakú, és a két gyűrű közel egy síkban helyezkedik el.
A cellobióz két glükózegységből áll, melyeket β-1,4′-glikozidos kötés kapcsol össze. Ezt a kötést az egyik glükózegység 4-es és a másik glükózegység glikozidos hidroxilcsoportja alkotja. Molekulaszerkezet tekintetében a maltóztól csak a glikozidos kötésének helyzetében különbözik.
A cellobióz vizes oldatban mutarotál, vagyis α és β izomerjei egymásba alakulhatnak. Adott idő elteltével oldatában egyensúly áll be az α és β forma között. A mutarotáció jelensége a cellobióz hemiacetálos anomer centrumja miatt történik. E folyamat során a felnyíló gyűrű szabaddá váló aldehidcsoportja miatt a cellobióz redukáló hatású.

## Előállítása
Elő lehet állítani savas vagy enzimatikus hidrolízissel cellulózból vagy cellulózban gazdag anyagokból, pl. gyapotból, jutából vagy papírból.